# Kairouan
Kairouan (arabiska: Al-Qayrawan) är en stad i Tunisien, ungefär 125 km söder om Tunis. År 2004 hade staden ungefär 115 500 invånare.
Kairouan grundades av Uqba ibn Nafi (Sidi Okba) år 670 efter Kristus under de stora arabiska erövringarna, och var huvudstad i Tunisien under aghlabiderna. Under fatimiderna blev Mahdia huvudstad. Under osmanska riket blev Tunis huvudstad, vilket den fortfarande är.
Kairouan är en av islams heligaste städer, och många sunnimuslimer anser den vara islams fjärde heliga stad efter Mecka, Medina och Jerusalem och den heligaste staden i Maghreb. Den är därför en välbesökt vallfartsort. I Kairouan finns många praktfulla moskéer, bland annat den stora Sidi Okba-moskén, vars äldsta delar är från 836. Moskén har 17 skepp i bönehallen och en mäktig, 35 meter hög minaret. Under lång tid fick icke-muslimer inte komma in i staden, men detta ändrades sedan fransmännen besatte den 1881. Staden har kring sitt historiska centrum en ringmur med flera stadsportar.
Marknadsplatsen i den muromgärdade medinan i Kairouan är berömd. På marknaden säljs bland annat mattor och lädervaror. Liksom i de flesta stora tunisiska städer beror en stor del av marknadens inkomster på turismen. I filmen Jakten på den försvunna skatten spelades gatuscenerna i "Kairo" in i Kairouan. Kairouan upptogs 1988 på Unescos världsarvslista.